# ラッセル・トッテン
ラッセル・トッテン（英名：Russell Totten、1981年2月3日 - ）はイギリス出身の俳優である。カミノレアル所属。

## 略歴
約10年間、日本に住みながら日本の文化と言葉を学び、日本語堪能。また長年、日本で英語指導を行っており、特にアップスアカデミーのJ-ACTORではプロの俳優のための英語台本訓練プログラムの人気講師である。また、ライターとして英語脚本、日本語台本英訳も担当している。最近では、NHK WORLD Eyes OpenでMusic: a Universal Languageコラムが掲載されている。

## 出演

### ナレーション
- 映画「宇宙兄弟」NASA管制官役
- はやぶさ 〜遥かなる帰還〜ダイジェスト〜
- 理化学研究所 スーパーコンピューター「京」PRビデオ

### テレビ
2016年
- NHK WORLD「こうしてヒロシマは世界発信されていった~小倉馨の日誌より~」－ロバート・リフトン役
- NHK Eテレ 「ニュースで英会話」-　出演
- dTV「高台家の人々」-　ジョージ役
- テレビ朝日 ドラマスペシャル「名探偵キャサリン2 消えた相続人」 - ノーマン・ヘイズ役

2015年
- NHK 連続テレビ小説「マッサン」 - ジョージ役
- NHK土曜ドラマ「破裂」 - エド・カーター役
- NHK大河ドラマ「花燃ゆ」 - アーネスト・サトー役
- NHKワールド Japan Railway Journal - 番組ホスト
- NHKワールド 「DokiDoki!ワールドTV」 - ゲスト出演

2014年
- NHK 連続テレビ小説「花子とアン」 - 米兵役
- WOWOW「真実の一枚」 - 州兵役
- NHK「スタジオパークからこんにちは」 - ゲスト出演

2013年
- NHK 土曜ドラマ「太陽の罠」 - ゼスター弁護士役
- NHK 大河ドラマ「八重の桜」 - ジェローム・デイヴィス役